# Stomphia
Stomphia is een geslacht van zeeanemonen uit de klasse van de Anthozoa (bloemdieren).

## Soorten
- Stomphia coccinea (Müller, 1776)
- Stomphia didemon Siebert, 1973
- Stomphia japonica Carlgren, 1943
- Stomphia pacifica Ross & Zamponi, 1995
- Stomphia polaris (Danielssen, 1890)
- Stomphia selaginella (Stephenson, 1918)
- Stomphia vinosa (McMurrich, 1893)